# Bitwa pod Concepción
Bitwa pod Concepción – starcie zbrojne, które miało miejsce 10 lipca 1882 w trakcie wojny o Pacyfik. 
Dnia 17 stycznia 1881 r. armia chilijska rozbiła w bitwie o stolicę Peru Limę, 25-tysięczną armię peruwiańską i zajęła miasto. Spowodowało to upadek rządu i wzrost działań partyzanckich przeciwko Chilijczykom. Dnia 9 lipca 1882 r. oddział ponad tysiąca partyzantów pod wodzą płk. Juana Gastó zaatakował jedną z placówek wojskowych przeciwnika w wiosce Concepción, gdzie stacjonowało 78 żołnierzy pod dowództwem kpt. Ignacio Carrery Pinto. Dnia 10 lipca, po dwudniowej zaciętej obronie wioska została zdobyta przez partyzantów. W walce bohaterską śmierć ponieśli wszyscy żołnierze chilijscy.
- Ignacio Carrera Pinto i bohaterscy obrońcy Concepción